# Còlit de corona blanca
El còlit de corona blanca, també anomenat còlit tuareg(Oenanthe leucopyga) és una espècie d'ocell de la família dels muscicàpids (Muscicapidae) que habita deserts rocosos i al voltant del medi humà des de l'àrea del Sahel, cap al nord, a través del Sàhara fins a Àfrica Septentrional i a través de la Península de Sinaí fins al Mar Mort i algunes zones d'Aràbia Saudí. El seu estat de conservació es considera de risc mínim.